# 프랑스 모음곡 (바흐)

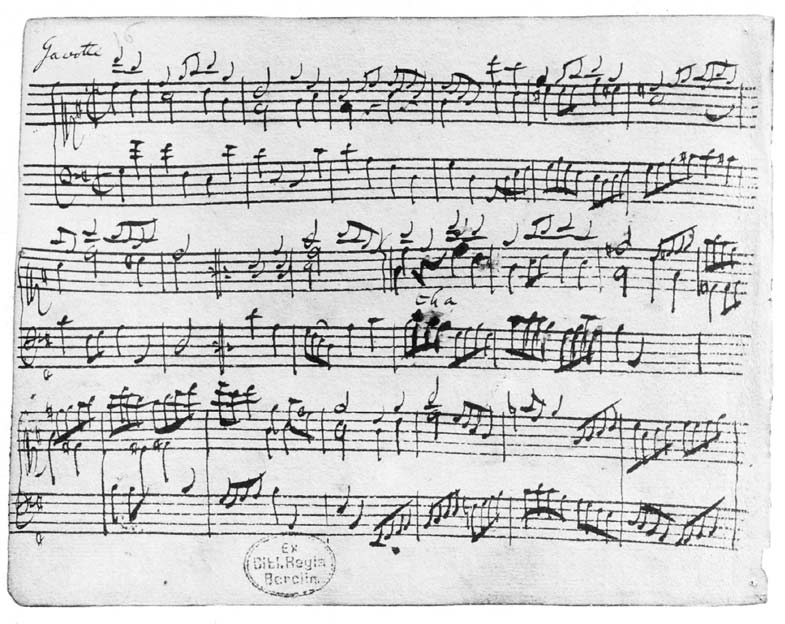
프랑스 모음곡 5번 가보트

《프랑스 모음곡 바흐 작품 번호 812~817》은 요한 제바스티안 바흐가 1722년에서 1725년 사이에 건반 악기(하프시코드 또는 클라비코드) 연주용으로 쓴 6개의 모음곡이다. 모음곡 1번에서 4번은 일반적으로 1722년으로 거슬러 올라가지만 첫 번째 모음곡은 다소 더 일찍 작곡되었을 가능성이 있다.
'프랑스 모음곡'이라는 이름은 바흐의 전기 작가 요한 니콜라우스 포르켈이 1802년에 쓴 바흐 전기에서 "프랑스식으로 쓰여지기 때문에 일반적으로 프랑스 모음곡이라고 부른다"고 해서 유래됐다. 그러나 이 주장은 정확하지 않다. 바흐의 다른 모음곡과 마찬가지로 대부분 이탈리아 관습을 따른다. 이 모음집에 대해 살아남은 최종 사본은 없으며 장식은 사본에 따라 유형과 정도가 모두 다르다. 첫 번째 모음(D단조)과 세 번째 모음(B단조)의 쿠랑테는 프랑스 스타일이고 나머지 네 모음의 쿠랑테는 모두 이탈리아 스타일이다. 어쨌든 바흐는 프랑스 방식과는 다른 춤 동작(6번째 모음곡의 폴로네즈와 같은)도 사용했다. 일반적으로 알레망드 뒤의 빠른 2악장은 쿠랑테(프랑스 스타일) 또는 코렌테(이탈리아 스타일)로 명명되지만 바흐 카탈로그 목록에 따르면 이러한 모든 모음곡에서 2악장은 쿠랑테로 명명된다.
미국의 작곡가이자 타악기 연주자인 윌리엄 크래프트(William Kraft: 1923~2022)의 타악기곡 《프랑스 모음곡》(1962)은 이 작품의 이름에서 따온 것이다. 악장은 알라망드-쿠랑트-사라반드-지그로 이루어져 있다.